# 노마-갤러뎃 대학교역
노마-갤러뎃 대학교역은 2004년에 개통한 미국의 철도역이다.

## 역 주변
- 갤러뎃 대학교